# کارامولکا
کارامولکا (به انگلیسی: Curramulka) یک شهرک در استرالیا است که در استرالیای جنوبی واقع شده‌است.